# Onycholobus ectobioides
Onycholobus ectobioides är en kackerlacksart som beskrevs av Lucien Chopard 1945. Onycholobus ectobioides ingår i släktet Onycholobus och familjen småkackerlackor.
Artens utbredningsområde är Kamerun. Inga underarter finns listade i Catalogue of Life.